# Adam Sołtys

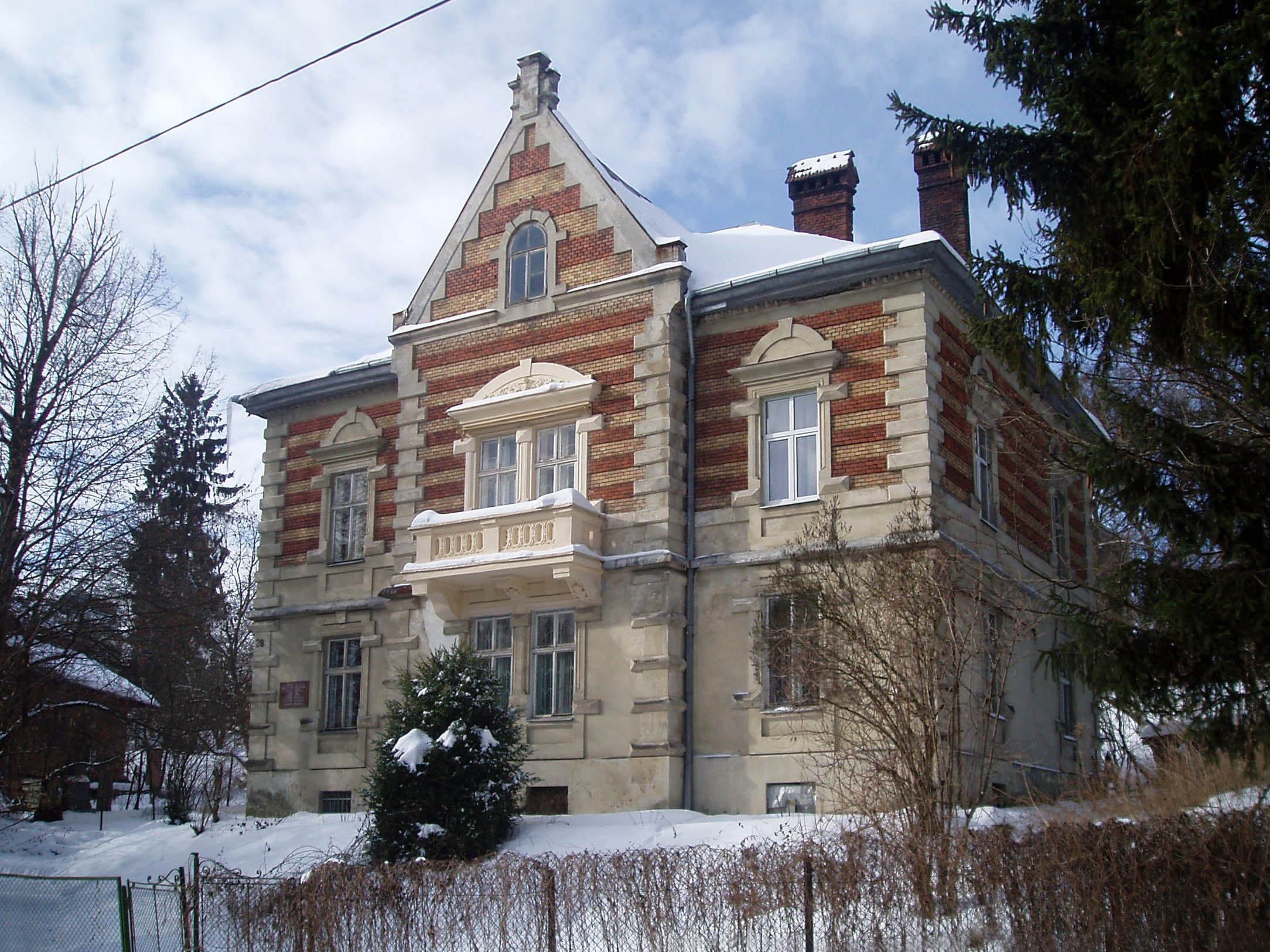
Dom Mieczysława i Adama Sołtysów przy ul. Samczuka 28 (dawna ul. Poniatowskiego) we Lwowie

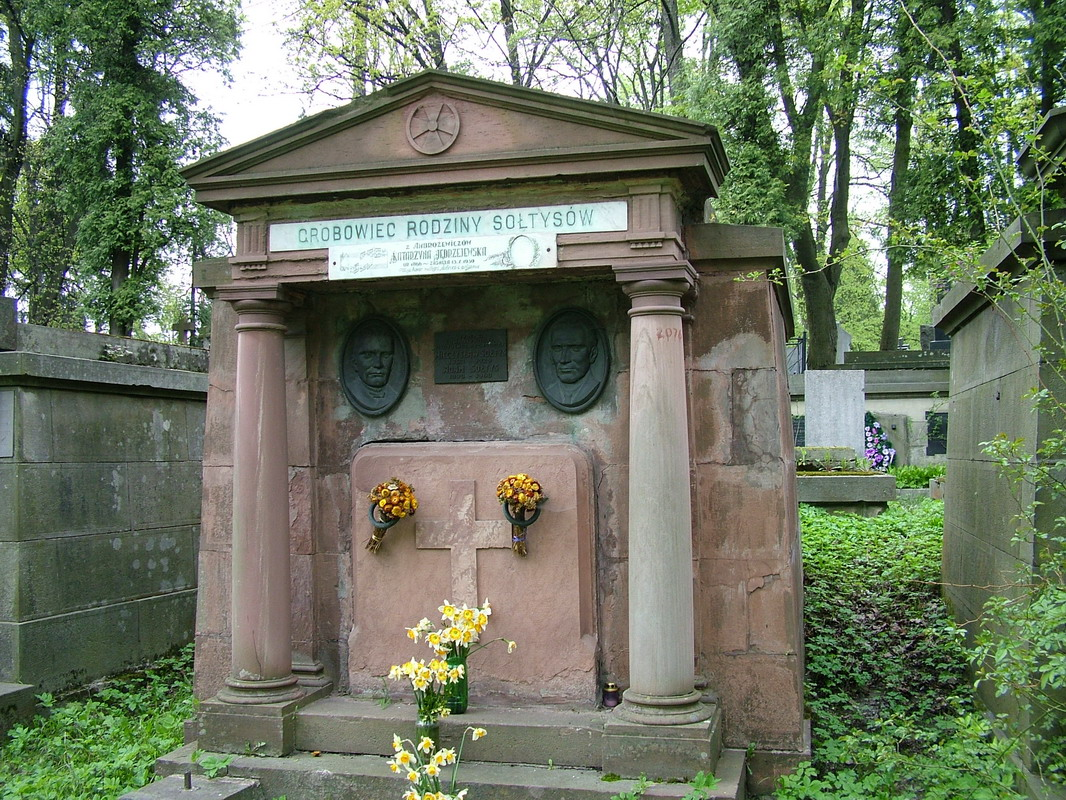
Grób Mieczysława i Adama Sołtysów na Cmentarzu Łyczakowskim

Adam Sołtys (ur. 4 lipca 1890 we Lwowie, zm. 6 lipca 1968 tamże) – polski kompozytor, dyrygent, muzykolog, krytyk muzyczny, profesor konserwatorium Polskiego Towarzystwa Muzycznego we Lwowie.

## Życiorys
Był synem Mieczysława Sołtysa i Józefy z Morawieckich. Jego wybitne uzdolnienia muzyczne zostały zauważone już w dzieciństwie. Rozpoczął pod okiem rodziców edukację muzyczną (grał na skrzypcach i fortepianie oraz uczył się teorii muzyki) w wieku 6 lat.
Po śmierci matki uczył się w konserwatorium Galicyjskiego Towarzystwa Muzycznego we Lwowie (skrzypce u Maurycego Wolfsthala i teorii pod kierunkiem ojca). W 1911 ukończył jednocześnie II gimnazjum oraz konserwatorium. Następnie wyjechał za granicę i studiował kompozycję w Königliche Hochschule für Musik w Charlottenburgu, którą ukończył w 1914 oraz Königliche Akademie der Künste w Berlinie (jako stypendysta rządu niemieckiego), ukończył w 1916.
W latach 1917–1919 odbył służbę wojskową w armii austro-węgierskiej, a od 1918 w Wojsku Polskim. W 1919 został profesorem Konserwatorium Polskiego Towarzystwa Muzycznego we Lwowie. W 1920 wyjechał ponownie do Berlina, gdzie w 1922 uzyskał doktorat z filozofii na podstawie pracy Georg Ōssterreich (1664–1735). Sein Leben und Werke. Ein Beitrag zur Geschichte der norddeutschen Kantate.
Po powrocie do Lwowa wykładał w konserwatorium lwowskim przedmioty teoretyczne i kompozycję, później dodatkowo prowadził kursy operowe, klasę orkiestrową oraz dyrygenturę. Uczył m.in. Jadwigę Szajnę-Lewandowską. Zasiadał w jury wielu konkursów muzycznych, m.in. I Konkursu Pianistycznego im. F. Chopina (1927). W 1929, po śmierci ojca został dyrektorem PTM i konserwatorium. Działał również jako muzykolog i krytyk muzyczny. W 1936 objął kierownictwo redakcji muzycznej lwowskiej rozgłośni Polskiego Radia.
Po zajęciu Lwowa przez ZSRR (22 września 1939) pozostał do końca 1939 na stanowisku dyrektora konserwatorium. W latach 1940–1941 był kierownikiem Oddziału Polskiego, dziekanem Wydziału Dyrygenckiego w zreorganizowanym przez Sowietów lwowskim konserwatorium. W czasie okupacji niemieckiej (od czerwca 1941) uczył muzyki oraz języków obcych w szkole prywatnej.
Po wojnie pozostał we Lwowie i do końca życia pracował jako profesor w Lwowskim Konserwatorium Państwowym im. Łysenki. Występował również jako dyrygent Lwowskiego Państwowego Teatru Opery i Baletu oraz Lwowskiej Filharmonii Państwowej.
Jego uczniami w okresie przedwojennym byli m.in.: Jerzy Kołaczkowski, Witold Krzemieński, Roman Haubenstock-Ramati, Roman Kuklewicz, Stanisław Skrowaczewski, Zofia Iszkowska, Zofia Lissa i Tadeusz Machl (teoria muzyki), zaś po wojnie m.in. Leszek Mazepa, Szymon Niemand, Andrzej Nikodemowicz, Myrosław Skoryk.
Od 1923 był mężem Gabrieli Jędrzejewskiej.
Został pochowany w rodzinnym grobowcu na Cmentarzu Łyczakowskim.

## Ordery i odznaczenia
- Złoty Krzyż Zasługi (9 listopada 1932)[4]
- Medal Pamiątkowy za Wojnę 1918–1921[1]

## Twórczość
Komponował utwory instrumentalne (orkiestrowe, kameralne, fortepianowe), wokalne i wokalno-instrumentalne (pieśni solowe na głos z fortepianem lub orkiestrą). Jego styl muzyczny ukształtował się pod wpływem późnego romantyzmu oraz polskich tradycji narodowych.